# Pitiriasis liquenoide
La pitiriasis liquenoide es una enfermedad inmunológica de la piel, de origen desconocido, que afecta principalmente a niños y adultos jóvenes. Consiste en la aparición de múltiples pápulas en la piel que pueden descamarse o ulcerarse. Clásicamente se le divide en dos subtipos, la pitiriasis liquenoide crónica  (enfermedad de Juliusberg) y la pitiriasis liquenoide y varioliforme aguda (PLEVA o enfermedad de Mucha-Haberman), aunque se considera que ambos son los dos extremos de un espectro, y que existen las formas intermedias.

## Historia
Esta enfermedad fue inicialmente descrita en su forma crónica por Fritz Juliusberg en 1899. En 1902 fue incluida por Brocq en un grupo de enfermedades llamado parapsoriasis, por su semejanza con la psoriasis, aunque posteriormente fue retirada. En 1916 Viktor Mucha distinguió la forma aguda de la crónica, y en 1925 Rudolf Habermann le puso su nombre actual, pitiriasis liquenoide y varioliforme aguda, razón por la cual esta enfermedad también se conoce como enfermedad de Mucha-Habermann.

## Epidemiología
Afecta principalmente a niños y adultos jóvenes, aunque puede presentarse a cualquier edad. Es más frecuente en varones, y no tiene predilección por ninguna raza ni región geográfica. Su prevalencia se estima en 1 caso cada 2000 personas.

## Causas
La causa de esta enfermedad es desconocida. Se le ha asociado con múltiples factores desencadenantes, como infecciones por Toxoplasma gondii, parvovirus B19, virus de Epstein-Barr, VIH, o citomegalovirus; así como a distintos fármacos.

## Cuadro clínico
Se distinguen dos subtipos, aunque en la práctica las características de ambos pueden coexistir en un paciente, así como haber formas intermedias. Por lo general las lesiones regresan espontáneamente luego de determinada cantidad de tiempo. 

### Pitiriasis liquenoide crónica (PLC)
La forma crónica se caracteriza por la aparición de lesiones pequeñas de color rojo a café, con una escama central, que se distribuyen en el tronco y la porción proximal de las extremidades. No dan síntomas, y permanecen por semanas antes de desaparecer, aunque pueden ocurrir nuevos brotes. El cuadro puede tardar años en desaparecer por completo.

### Pitiriasis liquenoide y varioliforme aguda (PLEVA)
También conocida como Enfermedad de Mucha-Habermann, en la forma aguda las lesiones son de color rojo, y tienden con el tiempo a ulcerarse y dejar costras. A diferencia de en la forma crónica, dan síntomas, como picazón o ardor, y se distribuyen en las extremidades y el tronco, aunque pueden aparecer de forma generalizada en todo el cuerpo.

#### Enfermedad febril ulceronecrótica de Mucha-Habermann (FUMHD)
La enfermedad febril ulceronecrótica de Mucha-Habermann es una variante muy agresiva y potencialmente letal de la PLEVA. Es extremadamente infrecuente, y más grave a mayor edad de presentación. Se presenta inicialmente como una PLEVA, pero las lesiones evolucionan rápidamente a úlceras que producen necrosis de la piel. También puede haber compromiso de mucosas y de otros órganos.

## Tratamiento
Para el tratamiento se ha usado corticoides tópicos, antibióticos tópicos y fototerapia. Para los casos más graves se ha usado metotrexato, corticoides endovenosos, inmunoglobulinas endovenosas, ciclosporina, entre otros.